# Раков, Алексей Иванович
Алексей Иванович Раков (25 апреля 1925 — 16 марта 2018) — российский учёный в области судостроения, доктор технических наук, профессор.

## Биография
Участник войны с 1943 года: курсант Первого московского пулеметного училища, разведчик 11-й гвардейской армии, участник Курской битвы.
После демобилизации окончил судостроительный факультет Московского технического института рыбной промышленности и хозяйства (1950) и был распределен на Каменский судостроительно-тарный завод и назначен на должность инженера-технолога.
В 1953 по распоряжению управления кадрами Министерства рыбной промышленности СССР  был переведен в Мосрыбвтуза им. А. И. Микояна (ныне ФГБОУ ВО "Калининградский государственный технический университет") где прошел путь от ассистента кафедры "Архитектура корабля" до проректора по учебной и научной работе.
С 1964 года работал в Севастопольском приборостроительном институте, с 1966 зав. кафедрой «Судостроение и судоремонт», в 1967—1972, 1975-1988 зав. кафедрой «Проектирование и конструкции судов» 1967—1969 — проректор по учебной работе, 1971—1974 — проректор по научной работе, в 1974—1975 и.о ректора. С 1988  - 1992 -  профессор кафедры «Проектирование и теория корабля».
В 1992—2002 — профессор Севастопольского государственного технического университета, в 2002—2014 — профессор Севастопольского национального технического университета, с 2015 по 2018 — профессор кафедры «Океанотехника и кораблестроение» Морского института ФГАОУ ВО "Севастопольский государственный университет".
Ученая степень: доктор технических наук по специальности 05.08.03 Проектирование и конструкции судов (1977), ученое звание: профессор кафедры «Проектирование и конструкции судов»(1977).
Специалист в области теории проектирования рыбопромысловых судов, плавучих буровых установок и трубоукладочных судов. Автор свыше 100 научных работ, двух монографии, трех учебных пособий и двух учебников.
Умер 16 марта 2018 года.

## Публикации
- Оптимизация основных характеристик и элементов промысловых судов [Текст]. - Ленинград : Судостроение, 1978. - 231 с. : ил.; 21 см.
- Проектирование промысловых судов [Текст] : учебник для студ. вузов / А. И. Раков, Н. Б. Севастьянов. - Ленинград : Судостроение, 1981. - 376 с.

## Награды
- Медаль «За отвагу» (1947)
- Медаль «За победу над Германией» (1947)
- Орден «Отечественной войны» 1-й степени (1985)
- Медаль «За трудовое отличие» (1986)